# Gran dodecaedro estrellado
En geometría, el gran dodecaedro estrellado es un poliedro de Kepler-Poinsot, con símbolo de Schläfli {5/2,3}. Es uno de los cuatro poliedros regulares no convexos.
Está compuesto de 12 caras pentagrámicas cruzadas, con tres pentagramas coincidentes en cada vértice.
Comparte su disposición de vértices con el dodecaedro regular, al ser la estelación del propio dodecaedro. Es la única estelación del dodecaedro con esta propiedad, aparte del propio dodecaedro. Su dual, el gran icosaedro, está relacionado en una forma similar al icosaedro.
Al truncar las pirámides triangulares el resultado es un icosaedro.
Si las caras pentagrámicas se descomponen en triángulos, entonces está topológicamente relacionado con el triaquisicosaedro, con la misma conectividad entre caras, pero con las caras de los triángulos isósceles más altas.
(Véase: Sólido de Kepler-Poinsot)

## Imágenes
| Modelo transparente | Teselación esférica                                                                                      | Desarrollo                                                                                           |
| --- | --- | --- |
| (Animación) | Teselado esférico con una densidad de 7. (Pentagrama esférico perfilado en azul y rellenado en amarillo) | 20x (Desarrollo: veinte pirámides triangulares isósceles, dispuestas como las caras de un icosaedro) |
| Estelación | Caras del poliedro                                                                                       | Vértices                                                                                             |
| Puede construirse como la tercera de las tres estelaciones del dodecaedro, y referenciarse como el modelo de Wenninger [W22]. | Desarrollo completo de las caras de un gran dodecaedro estrellado.                                       | Distribución de vértices:                                                                            |

## Poliedros relacionados
El proceso de truncamiento aplicado al gran dodecaedro estrellado produce una serie de poliedros uniformes. Truncando las aristas bajo los vértices se produce el gran icosidodecaedro como un rectificado del gran dodecaedro estrellado. El proceso completado como una doble rectificación, reduciendo las caras originales a puntos, produce el gran icosaedro.
El truncado del gran dodecaedro estrellado es un poliedro degenerado, con 20 caras triangulares procedentes de los vértices truncados, y 12 caras pentagonales escondidas como truncamientos de las caras pentagrámicas originales, formando un gran dodecaedro inscrito y compartiendo los bordes del icosaedro.
| Nombre                     | Gran dodecaedro estrellado | Gran dodecaedro estrellado truncado | Gran icosidodecaedro | Gran icosaedro truncado | Gran icosaedro |
| -------------------------- | -------------------------- | ----------------------------------- | -------------------- | ----------------------- | -------------- |
| Diagrama de Coxeter-Dynkin |                            |                                     |                      |                         |                |
| Imagen                     |                            |                                     |                      |                         |                |